# Acronicta lapathi
Acronicta lapathi är en fjärilsart som beskrevs av Franz Paula von Schrank 1802. Acronicta lapathi ingår i släktet Acronicta och familjen nattflyn. Inga underarter finns listade i Catalogue of Life.